# Maître du Froissart du Getty
Le Maître du Froissart du Getty désigne par convention un enlumineur actif entre 1475 et 1485 à Bruges. Il doit son nom à ses miniatures dans une Chroniques de Jean Froissart aujourd'hui conservée au J. Paul Getty Museum de Los Angeles.

## Éléments biographiques

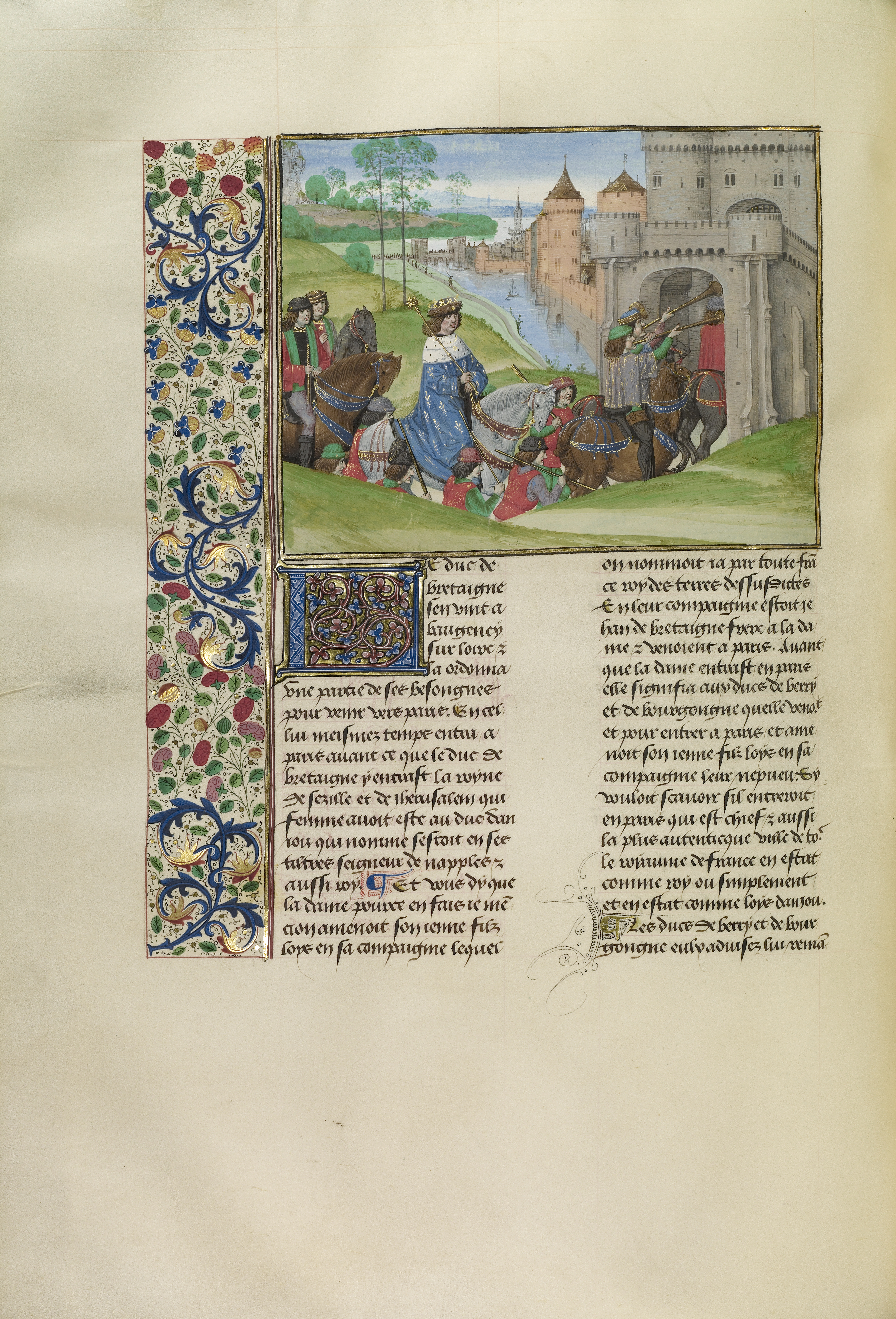
Louis II d'Anjou entrant à Paris, miniature des Chroniques de Froissart, Getty Museum, f.309v.

Son nom de convention a été forgé par l'historien de l'art américain Scott McKendrick en 2003 à partir de vingt grandes miniatures peintes dans un manuscrit des Chroniques de Jean Froissart peint peut-être à destination d'Édouard IV d'Angleterre. Son style a été distingué de celui du Maître aux inscriptions blanches avec qui il était confondu jusqu'à cette date. Installé à Bruges, il collabore avec les nombreux enlumineurs de cette ville dans les années 1470-1480, notamment à la réalisation de manuscrits pour le roi d'Angleterre ou pour Louis de Gruuthuse : outre le maître déjà cité, le Maître du Wavrin de Londres, le Maître d'Édouard IV, le Maître aux mains volubiles, Philippe de Mazerolles. Il montre aussi une nette influence du Maître d'Antoine de Bourgogne et des premières œuvres du Maître du Livre de prières de Dresde.

## Style
Son style se caractérise par un grand sens de l'espace dans ses compositions et dans la disposition des personnages. Ces personnages possèdent justemennt des attitudes très variées, aussi bien chez les femmes que chez les hommes, même si leur visage est souvent identique. Il fait preuve aussi de l'usage d'une palette de couleurs plus large que ses contemporains et s'attache à restituer dans le détail le rendu des textures et des détails des costumes. 

## Œuvres attribuées
- Trésor des histoires, vers 1475-1480 (en collaboration avec le Maître du Wavrin de Londres et un suiveur de Loyset Liédet), British Library, Londres, Cotton, Augustus A V
- Chroniques de Froissart, Livre III peut-être à destination d'Édouard IV, 64 miniatures réparties entre le Maître du Froissart du Getty (20 grandes miniatures), le Maître du Flavius Josèphe du musée Soane (4 grandes), le Maître d'Édouard IV (1 grande miniature, f.122r) et deux assistants (dont le Maître du Wavrin de Londres et le Maître du César de Copenhague) pour les petites miniatures, vers 1480, J. Paul Getty Museum, Los Angeles, Ms.LUDWIG XIII 7[2]
- Chroniques de Froissart, livre IV à destination d'Édouard IV, 2 miniatures du maître (f.7 et 206), les autres étant de la main du Maître aux mains volubiles et Philippe de Mazerolles, British Library, Royal 18 E II[3]
- Des Cas des nobles hommes et femmes de Boccace dans une traduction en français de Laurent de Premierfait destiné à Édouard IV, en collaboration avec le Maître aux inscriptions blanches (?), vers 1480, British Library, Royal Ms. 14 E. V[4]
- Fleur des histoires de Jean Mansel, miniature du frontispice, en collaboration avec le Maître aux inscriptions blanches, Walters Art Museum, Baltimore, W.305
- Fleur des histoires de Jean Mansel, 2 volumes, en collaboration avec le Maître du Flavius Josèphe du musée Soane, Philippe de Mazerolles, le Maître de la Chronique d'Angleterre et le Maître aux mains volubiles, Bibliothèque royale du Danemark, Copenhague, Acc.2008/74 et Ms.Thott 568 2°[5]
- Rustican des ruraulx prouffiz du labour des champs de Pietro de' Crescenzi, 4 grandes et 8 petites miniatures, miniature de frontispice du maître et les autres au Maître aux inscriptions blanches, vers 1478-1480, British Library, Royal 14 E VI[6]
- Bible historiale, réalisée pour Édouard IV, tome 4, 1 miniature (f.66v.) en collaboration avec le Maître du Flavius Josèphe du musée Soane, le Maître de la Chronique d'Angleterre, Philippe de Mazerolles et un suiveur de Loyset Liédet, vers 1470-1479, British Library, Royal 15 D I[7]
- Livre d'Eracles de Guillaume de Tyr, pour Édouard IV, 1 miniature (f.16) en collaboration avec le Maître d'Édouard IV vers 1479, British Library, Royal 15 E I[8]
- Livre des anges de Francesc Eiximenis, destiné à Louis de Gruuthuse, en collaboration avec Philippe de Mazerolles, Bibliothèque nationale de France, Fr.186[9]
- Heures Gros-Carondelet, 22 grandes et 6 petites miniatures, en collaboration avec le Maître aux inscriptions blanches et au Maître d’Édouard IV, vers 1475-1480, coll. privée, passé en vente chez Ketterer Kunst à Hambourg le 21 mai 2012 (lot 6)[10] puis chez Gunther Rare Books AG en mars 2013
- Des Cas des nobles hommes et femmes, imprimé par Colard Mansion, dessin de la gravure du frontispice de l'ouvrage, Bibliothèque de Wormsley Park (en)